# 三派川

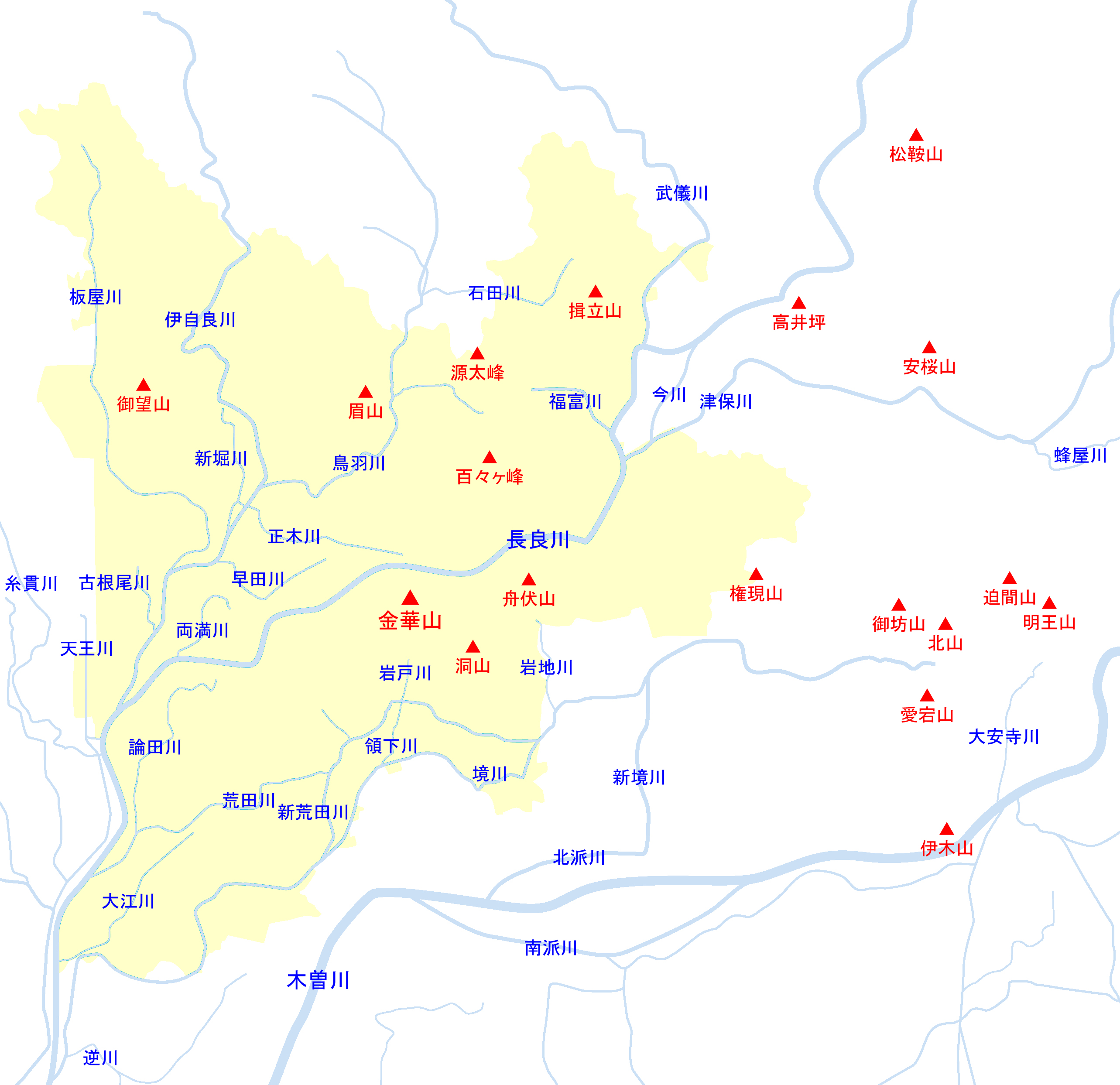
岐阜市周辺主要河川の位置関係図

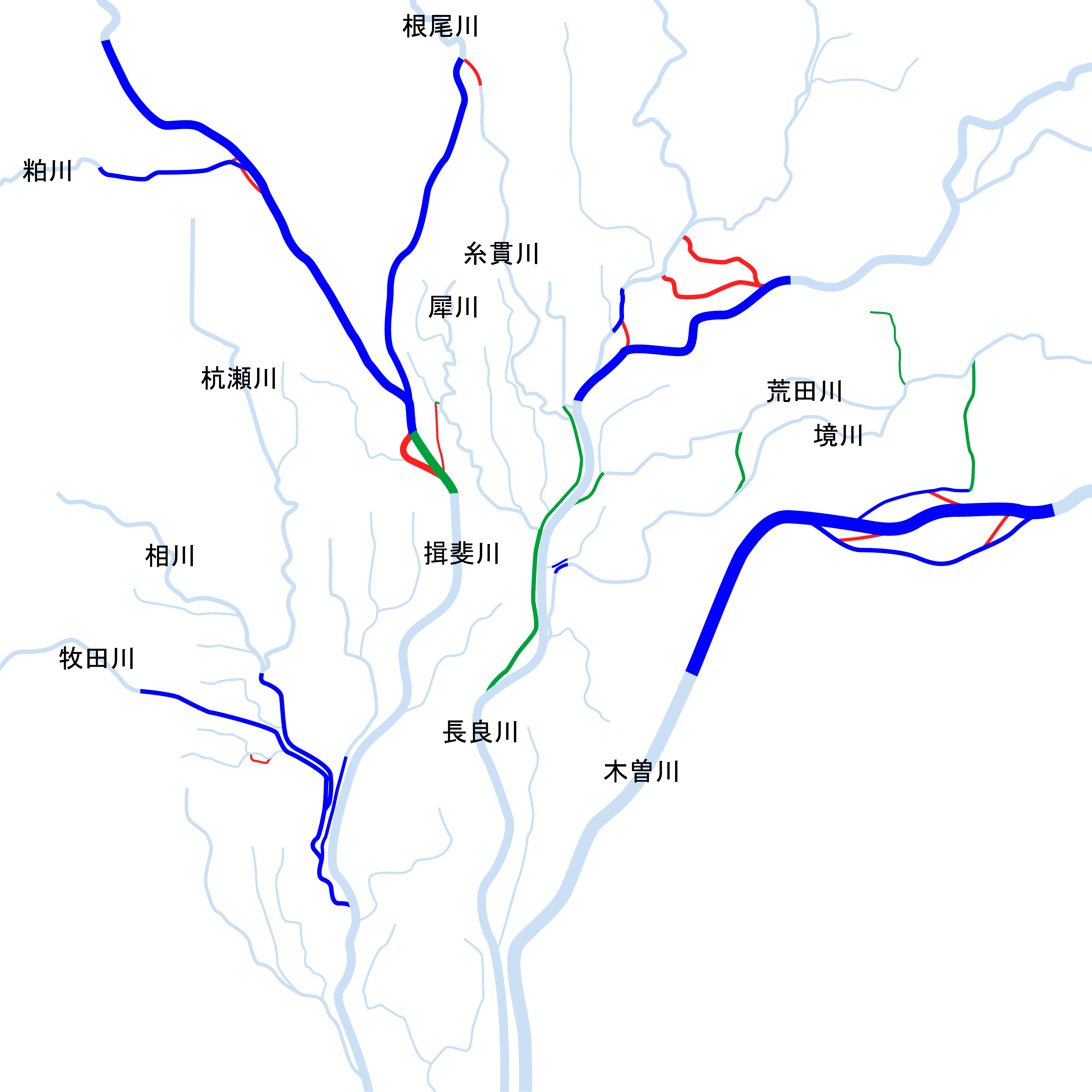
木曽川上流改修工事前後の河道比較。青線部が拡幅・線形改善などが行われた箇所、緑線部が新規開削箇所、赤線部が廃川など。

三派川（さんぱせん）は、岐阜県各務原市川島地区（旧羽島郡川島町）周辺を流れる木曽川本川と、本川から南北に分流して流れる2つの支派川の総称。本川の北側の支派川を北派川（きたはせん、ほっぱがわ）、南側の支派川を南派川（みなみはせん、なんぱがわ）と呼び、この三派川が流れる地域を三派川地区と呼称する。
北派川は、定義上は岐阜県各務原市川島松倉町にて本川より北側へ分流することとなっているが、本川からの分派口は越流堤となっているため平時には木曽川の水は流れない。北派川の河川敷に相当する範囲には大佐野町付近で新境川が流入しており、北派川の高水敷を流れて木曽川本川に合流している。新境川は北派川を通じて木曽川に合流する二次支川と定義されているものの、平時の北派川は実質的に新境川の延長部分のような状態となっている。なお、木曽川上流改修工事が行われるまでは現在の北派川に相当する流れが木曽川の本流であった。
南派川は岐阜県各務原市川島小網町にて本川より南側へ分流し、概ね岐阜県と愛知県の県境付近を流れて、岐阜県羽島郡笠松町円城寺と愛知県一宮市北方町との境付近で本川に合流する。

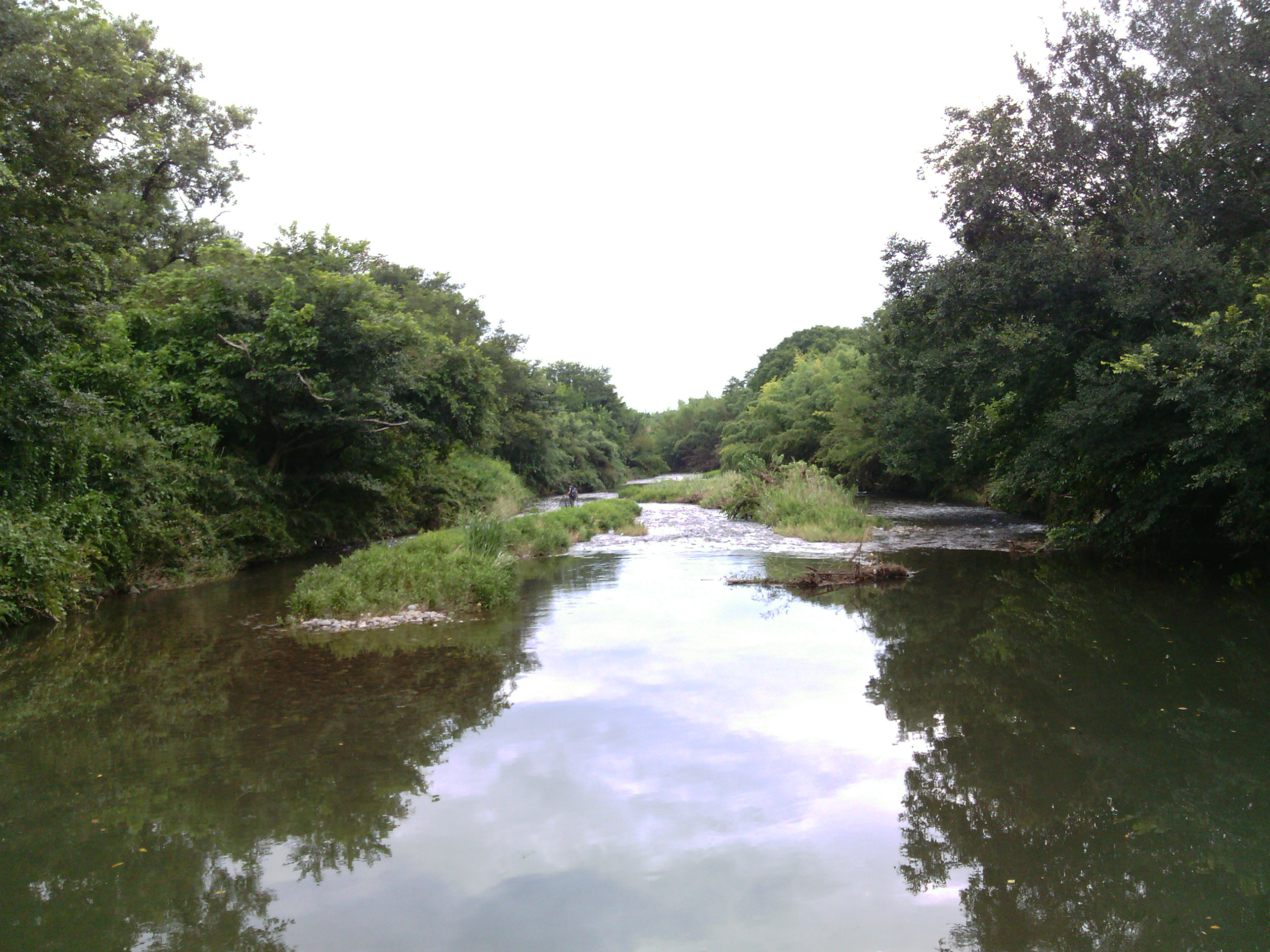
北派川（弥平島橋から西側）
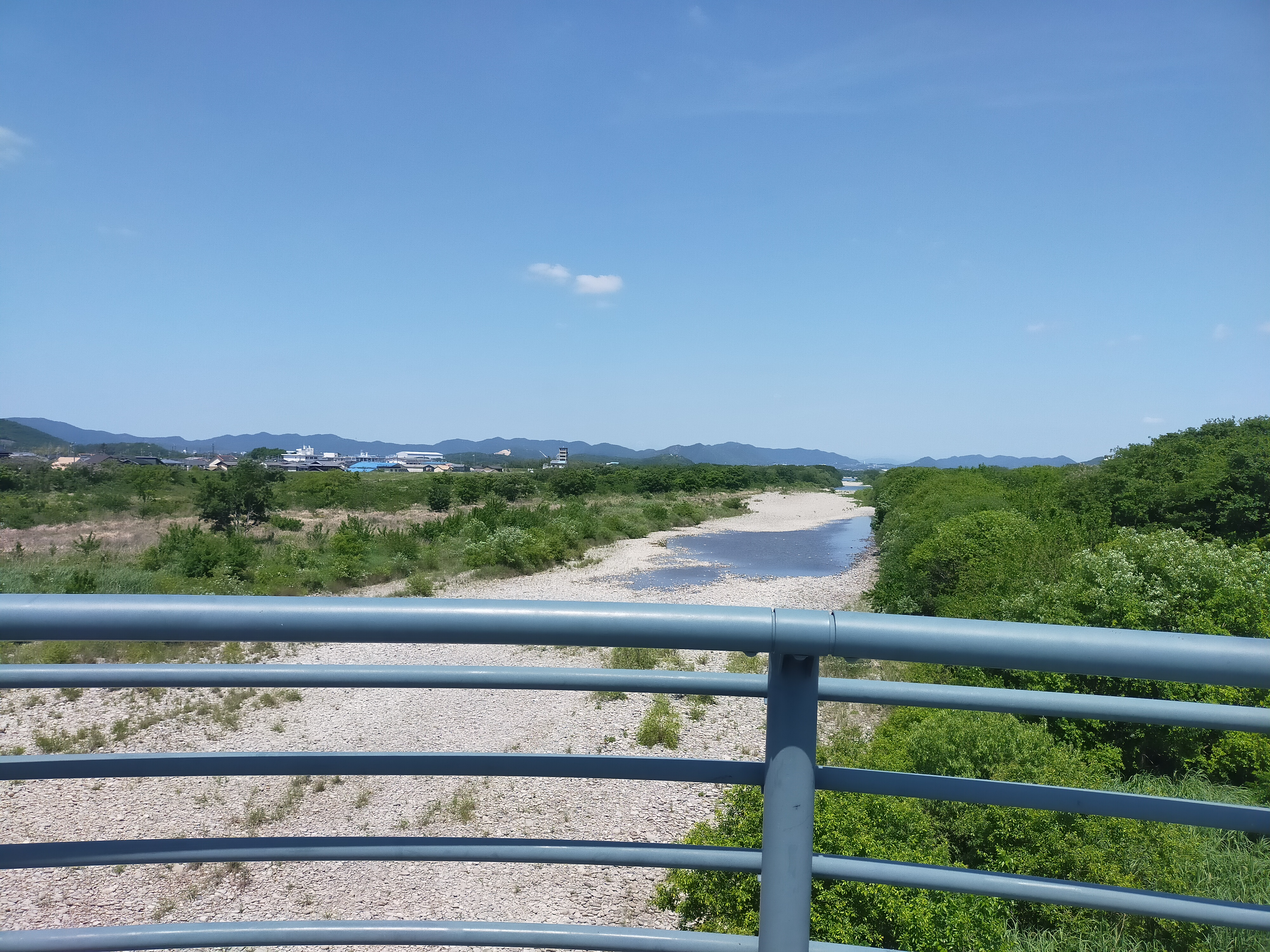
南派川（思いやり橋から東側）

## 流域の自治体
愛知県
江南市、一宮市
岐阜県
各務原市、羽島郡笠松町

## 歴史
もともとこの地区は10以上に木曽川が分流する洪水多発地区であった。江戸時代初期、尾張国側に御囲堤ができた事によりさらに洪水は多発し、流れは大洪水のたびに変わったことから住民は苦労したという。明治時代の木曽三川分流工事では対象地域ではなかったことから状況は変わらず、大正時代に入るとこの地区の木曽川の流れを3つに集約する計画がたてられた。大まかな計画は以下のとおりである。
1. 岐阜県羽島郡川島村大字松原島（現各務原市川島松原町、川島渡町、川島北山町）と川島村大字笠田島（現各務原市川島笠田町）の間を削り、新たな流れをつくる。
2. 笠田島を除く川島村の島々は堤防で一つに囲み、鉄砲川等の支流は廃川とする。（鉄砲川の遺物として「河跡湖」が川島松倉町に残っている。）
3. 岐阜県羽島郡川島村笠田島と岐阜県羽島郡中屋村（現各務原市下中屋町）の間に締め切り堤を築き、洪水時のみの流水とする。

この計画の為、三斗山島が完全に削られる事となり、全住民が移住している。工事は戦時の中断もあったが、昭和20年代に一応完成をみた。戦前改修では堤外地集落は残置されたが、戦後の堤防整備によって多くの集落は状態が解消され、現在は本川と北派川の間に位置する弥平島集落のみ堤外地に存続している。
しかしその後、予想以上に土砂の堆積が進み、南派川に全く水が流れない事態になってしまった。そこで南派川の土砂を取り除く工事が行われ、1980年代に完成した。
北派川の新境川の流れは、もぐり橋から下流は昭和50年頃までは2つの河跡湖が残っており、この河跡湖をつないで流れていたが、昭和50年代中頃の改修工事で河跡湖は消滅し、現在の流れとなっている。

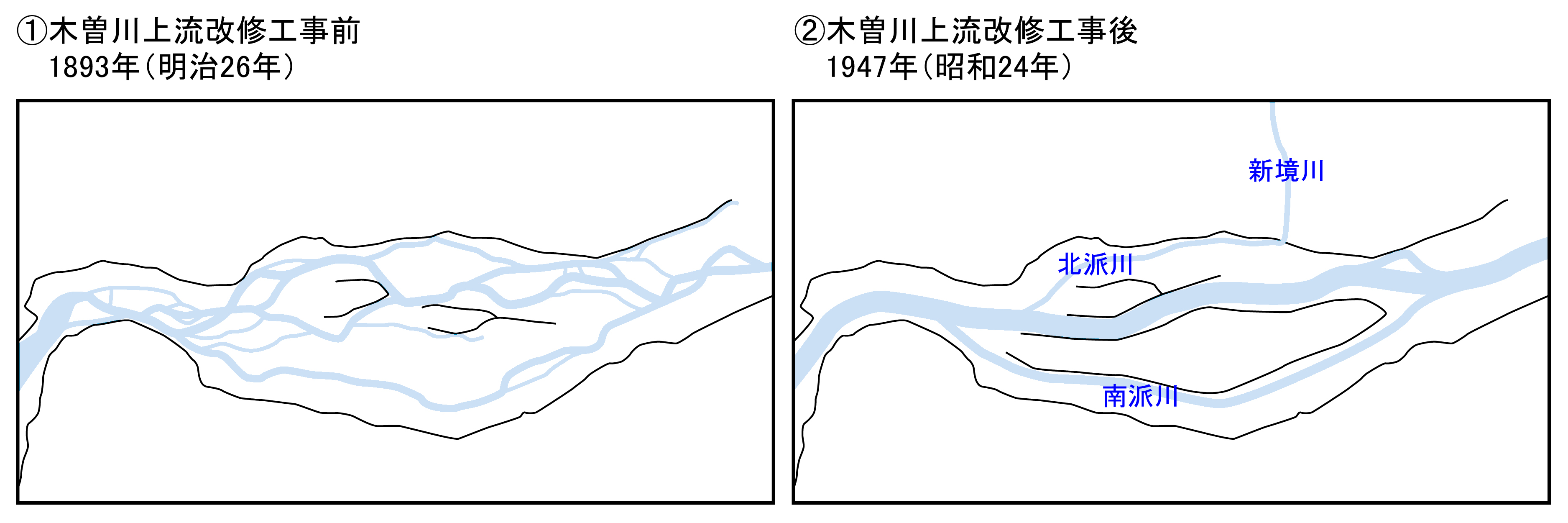
木曽川上流改修工事の河道整理の前後比較

## 流域の施設
かつての河川敷を利用して、様々な公園、施設がつくられている。主なものとして
- かさだ広場・各務原アウトドアフィールド（各務原市）
- 河川環境楽園（各務原市）
- 国立研究開発法人土木研究所自然共生研究センター実験河川・実験池（各務原市）
- 川島小網堤外堤外グラウンド（各務原市）
- 大野極楽寺公園（一宮市）
- 138タワーパーク（一宮市）
- トンボ天国（羽島郡笠松町）
- 笠松町多目的運動場（羽島郡笠松町）
- 笠松町米野運動場（羽島郡笠松町）
- 笠松町江川運動場（羽島郡笠松町）
- 笠松町勤労青少年運動場（羽島郡笠松町）
- 岐南町民運動場（羽島郡笠松町）

※ このうち、国営木曽三川公園三派川地区の施設は、かさだ広場、138タワーパーク、河川環境楽園内の木曽川水園・自然発見館。
なお、国営木曽三川公園の三派川地区の場合、国営木曽三川公園以外の施設も広義で含む場合もある。この場合には、前述の市町村に加え、愛知県犬山市、丹羽郡扶桑町、稲沢市、及び岐阜県羽島郡岐南町、羽島市（東海道新幹線、名神高速道路の木曽川橋以北）がはいる。